# Psychomorpha euryrhoda
Psychomorpha euryrhoda är en fjärilsart som beskrevs av George Francis Hampson 1910. Psychomorpha euryrhoda ingår i släktet Psychomorpha och familjen nattflyn. Inga underarter finns listade.